# Tingena idiogama
Tingena idiogama är en fjärilsart som först beskrevs av Edward Meyrick 1924b.  Tingena idiogama ingår i släktet Tingena och familjen praktmalar. Inga underarter finns listade i Catalogue of Life.